# Rotting in Vain
«Rotting in Vain» es una canción de la banda estadounidense de nu metal Korn. Fue lanzado como sencillo el 22 de julio de 2016, con un video musical con Tommy Flanagan como actor, como el primer sencillo de su álbum de estudio The Serenity of Suffering.
Jonathan Davis, vocalista de la banda dijo que "Rotting in Vain trata de estar en ese sitio oscuro, estar en situaciones en las que no me gusta estar en la vida – en relaciones o sentir que estás atrapado y abusan de ti o no te gusta donde estás, y simplemente te quedas ahí y te pudres.
Te lleva años y años darte cuenta de como salir de ahí. De ahí sale Rotting In Vain. Yo estoy ahí, muriéndome y dejando que pasa durante años y años, y no ayudándome a mi mismo a salir de ahí. Ese es el rollo que inspiró esa canción".